# جوآل-فادیوت
جوآل-فادیوت (به لاتین: Joal-Fadiouth) یک منطقهٔ مسکونی در سنگال است که در M'bour Department واقع شده‌است. جوآل-فادیوت ۴۵٬۹۰۳ نفر جمعیت دارد.

## خواهرخوانده
شهرهای بانجول، فوئنلابرادا، Nogent-sur-Seine، ونیسیو، گرانبی، کبک، بریکاما و بیکر، لوئیزیانا خواهرخوانده‌های جوآل-فادیوت هستند.